# Вім Кок
Віллем (Вім) Кок (нід. Wim Kok; 29 вересня 1938 — 20 жовтня 2018) — нідерландський політик, лідер Партії праці з 1986 по 2001 рік. Прем'єр-міністр Нідерландів з 22 серпня 1994 до 22 липня 2002 року.

## Раннє життя
Віллем Кок народився 29 вересня 1938 року у місті Бергамбахт, провінція Південна Голландія. Після закінчення навчання в університеті, він почав свою кар'єру у соціал-демократичній профспілці Нідерландська Асоціація профспілок. В 1973 році став президентом цієї профспілки (яка пізніше з'єдналася з Католицьким союзом; Кок став президентом нової організації). З 1979 по 1982 роки Кок був також президентом Європейської федерації профспілок.

## Політична кар'єра
В 1986 році Кока було обрано до парламенту. Він також став лідером Партії праці замість Йоопа ден Ойла. З 1989 до 1994 року він був заступником прем'єр-міністра і міністром фінансів в уряді, що очолювала правоцентристська партія Християнсько-демократичний заклик.
В 1989 році він був обраний віце-президентом Соціалістичного інтернаціоналу.
В 1994 році Кок став прем'єр-міністра у коаліційному уряді з консервативно-ліберальною Народною партією за свободу і демократію і соціал-ліберальною партією Демократи 66. Після виборів 1998 року він очолив другий уряд з тими ж партнерами.
Як міністр фінансів і пізніше як прем'єр-міністр, Вім Кок заробив репутацію суворого керівника. Він запровадив низку заходів, щоб урізати соціальні витрати. Вони включали навіть обмеження на право отримання виплат по непрацездатності, цей крок мав багато противників навіть всередині його власної партії.
Вім Кок переконав Партію праці переглянути безкомпромісну соціалістичну ідеологію. Як прем'єр-міністр, він був розцінений як державний діяч, який переступив партійну політику.
Крім економічної політики основні питання політики уряду Кока були подальша лібералізація евтаназії і введення одностатевих шлюбів.
16 квітня 2002 року Кок подав у відставку. Таким чином, він прийняв політичну відповідальність за можливу відповідальність нідерландських військ місії ООН у різні у Сребреніці.
В 2004 році Кок очолював групу експертів, що займалися аналізом виконання Лісабонської стратегії.